# Hatebeak
Hatebeak – amerykański zespół grający death metal i grindcore. Zespół zasłynął dzięki wykorzystaniu papugi Waldo za wokalistę. Zespół działał w latach 2003-2009. Hatebeak oficjalnie działał jako parodia zespołów metalowych. Członkowie zespołu nie ujawnili swoich nazwisk, w celu zachowania tajemnicy.

## Skład zespołu
- Blake Harrison - perkusja
- Mark Sloan - gitara elektryczna i basowa
- Waldo papuga - wokal

## Dyskografia[3]
- Beak of Putrefaction (2004)
- Bird Seeds of Vengeance (2005)
- The Thing That Should Not Beak (2007)